# Johann Streck
Johann Nepomuk Streck (* 10. Februar 1850 in München; † 12. Dezember 1914 ebenda) war ein bayerischer Feldzeugmeister.

## Leben

### Militärkarriere
Johann war ein Sohn des bayerischen Militärobermusikmeisters Peter Streck (1797–1864). Er besuchte ein humanistisches Gymnasium und trat am 30. Juli 1868 als freiwilliger Unterkanonier in das 1. Feldartillerie-Regiment „Prinz Luitpold“ der Bayerischen Armee ein. Nach einer sechsmonatigen Dienstzeit als Fahnenjunker im 13. Infanterie-Regiment „Kaiser Franz Joseph von Österreich“ wurde Streck bei der Mobilmachung anlässlich des Krieges gegen Frankreich Ende Juli 1870 in das 3. Feldartillerie-Regiment „Königin Mutter“ versetzt. Hier avancierte er Mitte August 1870 zum Unterleutnant und nahm an den Kämpfen bei Beaumont, Sedan, Orléans sowie der Belagerung von Paris teil.
Nach dem Friedensschluss diente Streck von Ende Januar 1875 bis Anfang November 1876 als Abteilungsadjutant. Im Anschluss absolvierte er für drei Jahre die Kriegsakademie, die ihm die Qualifikation für den Generalstab und die Höhere Adjutantur aussprach. Zwischenzeitlich in das 1. Fußartillerie-Regiment „Bothmer“ versetzt und Mitte Juli 1880 zum Premierleutnant aufgestiegen, war Streck unter Stellung à la suite des 3. Feldartillerie-Regiments „Königin Mutter“ ab Mitte November 1880 als Adjutant der 2. Feldartillerie-Brigade kommandiert. Unter Belassung in dieser Stellung wurde er Mitte März 1886 à la suite des 2. Feldartillerie-Regiment „Horn“ gestellt und Anfang Mai 1886 zum Hauptmann befördert. Mit der Ernennung zum Batteriechef kehrte Streck Mitte März 1887 in den Truppendienst zurück, wurde Mitte Juni 1892 auf die 1. Hauptmannstelle im 5. Feldartillerie-Regiment versetzt und rückte ein Jahr später zum überzähligen Major auf. Am 27. Juli 1893 erfolgte seine Versetzung als Abteilungskommandeur in das 2. Feldartillerie-Regiment „Horn“ und am 7. November 1896 die Beförderung zum Oberstleutnant. Als solcher war Streck ab Ende April 1898 etatmäßiger Stabsoffizier im 1. Feldartillerie-Regiment „Prinzregent Luitpold“, avancierte Ende September 1899 zum Oberst und wurde am 22. Februar 1900 zum Kommandeur dieses Verbandes ernannt. In dieser Stellung würdigte ihm Prinzregent Luitpold Anfang März 1901 durch die Verleihung des Verdienstordens vom Heiligen Michael II. Klasse.
Mit der Bildung der 5. Feldartillerie-Brigade wurde Streck am 1. Oktober 1901 als Kommandeur dieses Großverbandes nach Fürth versetzt und stieg Anfang Juni 1902 zum Generalmajor auf. Unter Beförderung zum Generalleutnant erfolgte am 20. August 1905 seine Ernennung zum Gouverneur der Landesfestung Ingolstadt und am 1. April 1906 avancierte er zum Feldzeugmeister. In Genehmigung seines Abschiedsgesuches wurde Streck am 26. April 1909 unter Verleihung des Militärverdienstordens I. Klasse mit der gesetzlichen Pension zur Disposition gestellt.
Gemäß seiner Mobilmachungsbestimmung wurde Streck zu Beginn des Ersten Weltkriegs als z.D.-Offizier wiederverwendet und war ab dem 16. November 1914 in Vertretung Kommandeur der 6. Reserve-Division an der Westfront. Bei den Kämpfen in Wytschaete wurde er am 28. November 1914 verwundet und starb 14 Tage später in München.

### Familie
Streck verheiratete sich am 21. Oktober 1886 in Würzburg mit Franziska von Orff (* 1863), einer Tochter des bayerischen Generals der Infanterie Karl von Orff. Aus der Ehe gingen zwei Kinder hervor.